# Pytilia melba
Il melba (Pytilia melba (Linnaeus, 1758)) è un uccello passeriforme della famiglia degli Estrildidi.

## Descrizione

### Dimensioni
Misura circa 11-13 cm di lunghezza, coda compresa.

### Aspetto

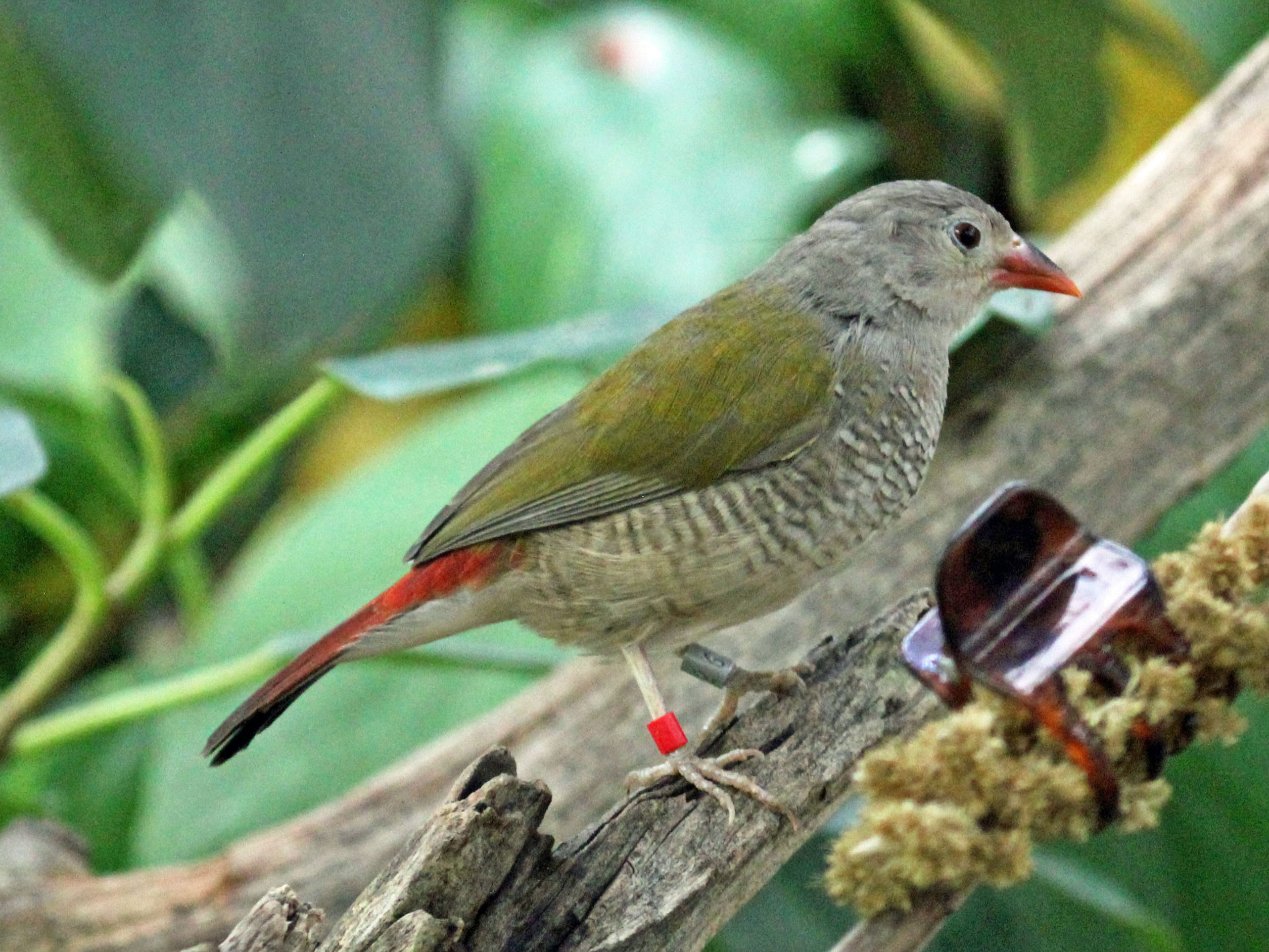
Una femmina in cattività.

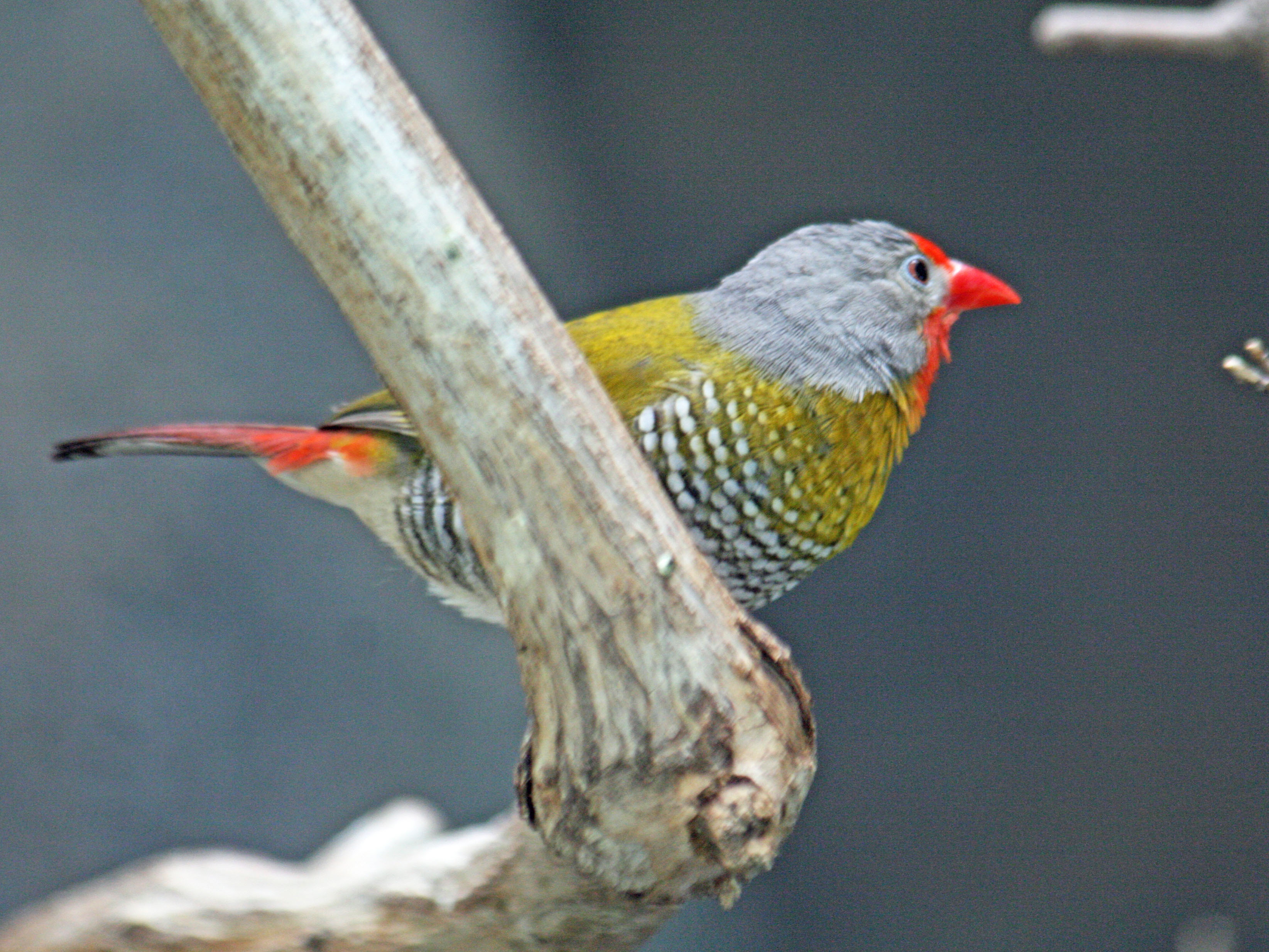
Un maschio in cattività.

Si tratta di uccelli dall'aspetto robusto e paffuto, muniti di corte ali arrotondate, coda corta e squadrata e becco conico e appuntito.
È presente un dimorfismo sessuale piuttosto marcato.

Nel maschio la testa ed i fianchi sono di colore grigio topo, con una mascherina facciale che può essere più o meno estesa a seconda della sottospecie, coprendo generalmente la fronte, il mento e le guance: rossi sono anche il codione e la coda, mentre dorso e ali sono giallo-olivastri, con tendenza a scurirsi sulle remiganti. Il petto è giallo oro, il ventre è biancastro, con le singole penne orlate di nero, a formare un caratteristico effetto a mosaico. Il sottocoda invece è bianco grigiastro. La femmina presenta livrea simile a quella del maschio, mancando però del rosso facciale (la testa è infatti interamente grigia) e del giallo pettorale, sostituito dal disegno ventrale a mosaico, che sul ventre appare meno netto ed evidente rispetto al maschio.

In ambedue i sessi il becco è rosso, a volte con una striscia più scura nella sua parte superiore, le zampe sono di colore carnicino e gli occhi sono bruno-rossicci.

## Biologia

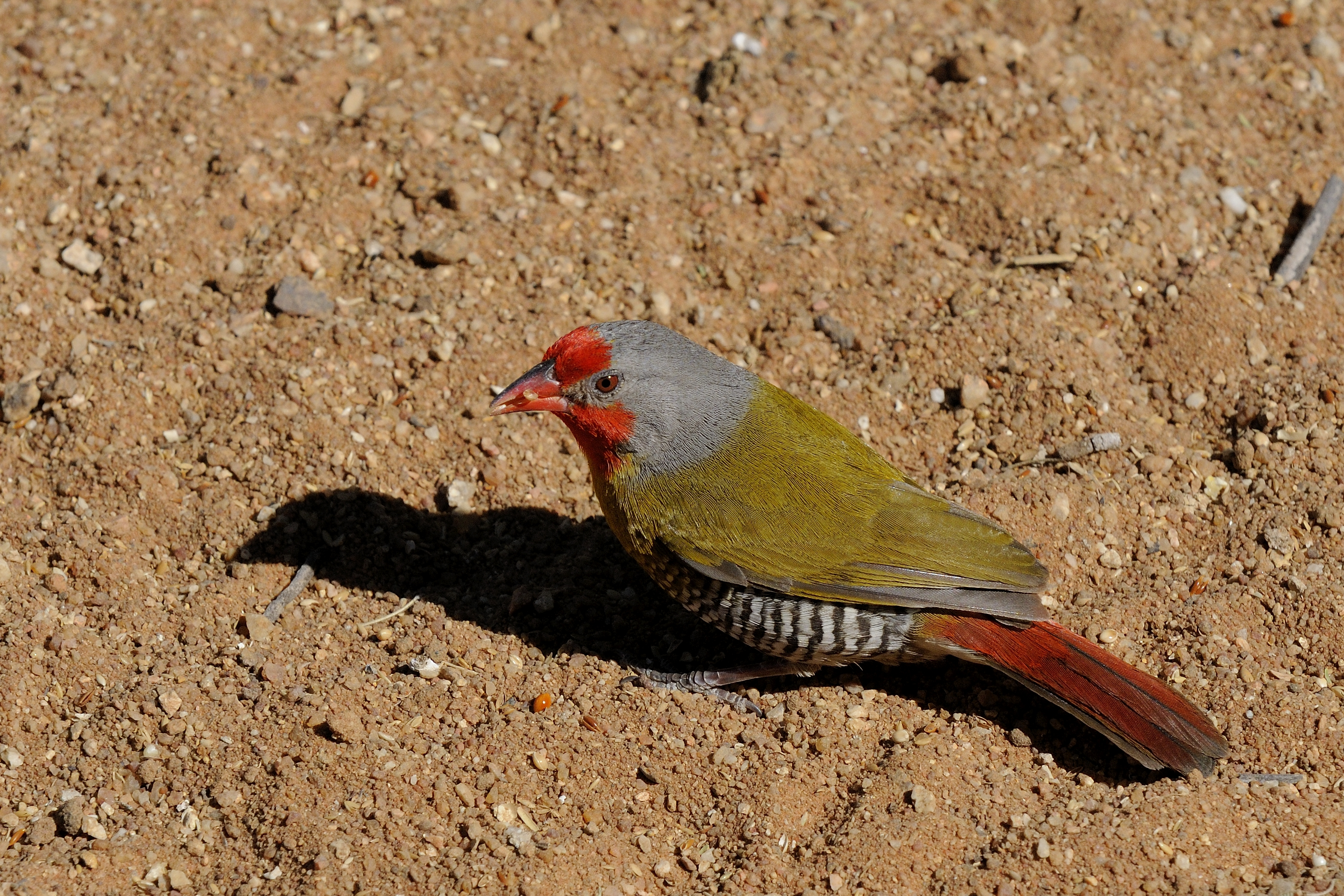
Un maschio si ciba al suolo in Namibia.

Il melba è un uccello diurno, che ha abitudini perlopiù solitarie oppure vive in coppia, mentre è assai raro che si riunisca in gruppetti, e se questi vengono osservati generalmente si tratta di coppie coi giovani dell'ultima covata, non ancora del tutto indipendenti. Rispetto alle altre specie congeneri, questa specie appare maggiormente legata ad abitudini di vita terricole, passando la maggior parte della giornata al suolo alla ricerca di cibo, salvo poi ritirarsi nel folto della vegetazione per riposarsi durante la notte.

### Alimentazione
La dieta di questi uccelli si compone principalmente d'insetti (perlopiù formiche e termiti) e di piccoli semi di graminacee, che vengono rinvenuti al suolo: essi integrano inoltre la dieta con frutta, bacche ed altri invertebrati di piccole dimensioni.

### Riproduzione

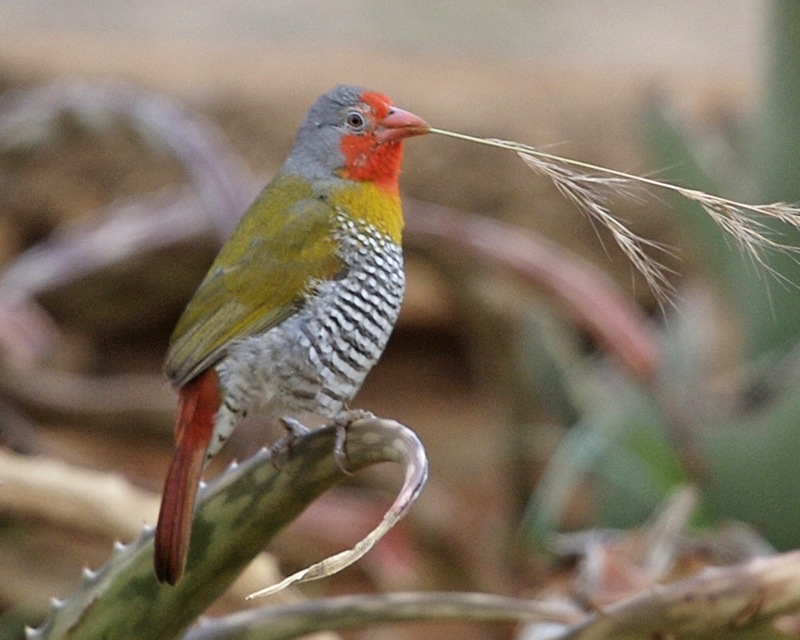
Un maschio nel Parco nazionale dello Tsavo durante il corteggiamento, con uno stelo d'erba nel becco.

La stagione riproduttiva cade generalmente durante la fase finale della stagione delle piogge, in maniera tale da assicurare ai nascituri una maggiore quantità di cibo. Il maschio corteggia la femmina alla maniera tipica degli estrildidi, tenendo un filo d'erba o una piuma nel becco, saltellandole insistentemente attorno ed emettendo il proprio canto, fino a quando essa non acconsente all'accoppiamento accovacciandosi e spostando lateralmente la coda.

Ambedue i sessi collaborano alla costruzione del nido, che ha forma sferica, viene edificato intrecciando steli d'erba e fibre vegetali ed imbottendo la cavità interna con piume ed è generalmente ubicato nel folto dei cespugli o fra l'erba alta. Al suo interno la femmina depone 4-6 uova dal guscio biancastro, che essa si alterna a covare col maschio per 12-13 giorni, al termine dei quali schiudono pulli ciechi ed implumi. Essi vengono accuditi da entrambi i genitori e sono in grado d'involarsi attorno alla terza settimana dalla schiusa, tuttavia tendono a rimanere nei pressi del nido (dormendo al suo interno durante la notte, seguendo i genitori nei loro spostamenti e chiedendo loro sempre più sporadicamente l'imbeccata) per altre due settimane circa, prima di allontanarsene completamente.
Nel suo areale, il melba subisce parassitismo di cova da parte di varie specie del genere Vidua.

## Distribuzione e habitat

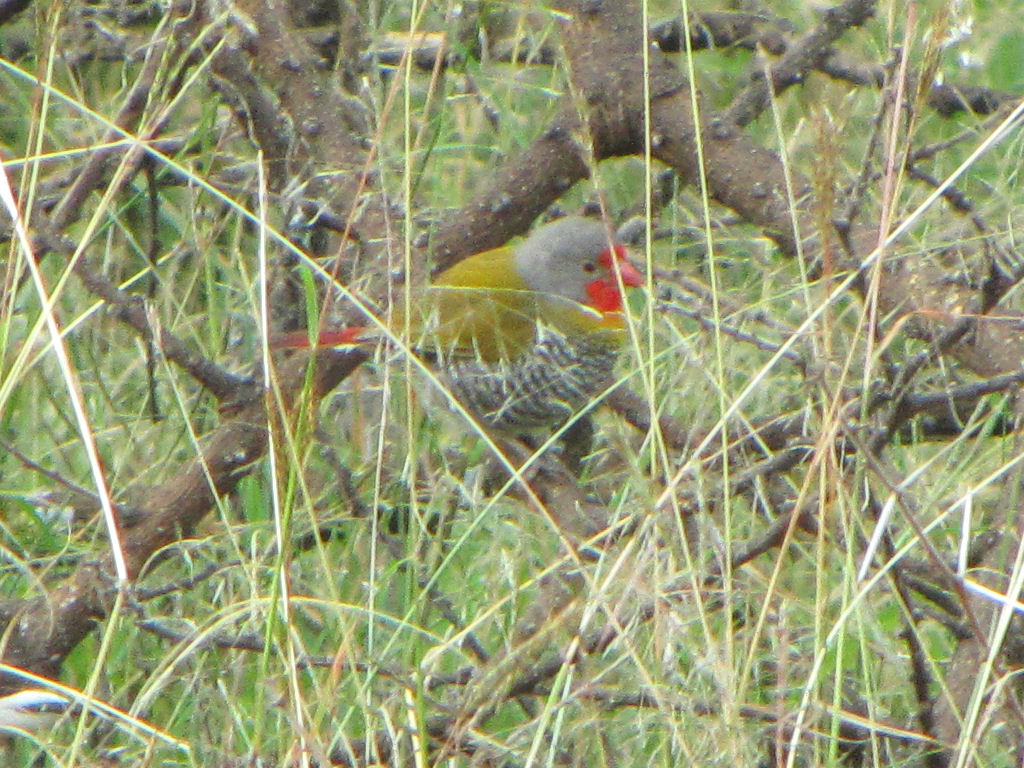
Un maschio nel Parco nazionale del Serengeti.

Il melba occupa un areale piuttosto ampio, che abbraccia gran parte dell'Africa subsahariana, andando dal Senegal al Corno d'Africa e a sud fino al Sudafrica: questa specie tuttavia manca dalle aree di foresta pluviale dell'Africa centrale, oltre ad essere assente dall'acrocoro etiopico.
L'habitat di questi uccelli è rappresentato dalle aree erbose aperte, con presenza di aree cespugliose ed alberate più o meno estese: essi risultano particolarmente comuni nelle aree asciutte di savana con macchie di cespugli spinosi.

## Tassonomia
Se ne riconoscono otto sottospecie:
- Pytilia melba melba, la sottospecie nominale, diffusa nella porzione più meridionale dell'areale occupato dalla specie, dall'Angola alla Tanzania meridionale e a sud fino al Capo di Buona Speranza;
- Pytilia melba belli Ogilvie Grant, 1907, diffusa nella regione dei Grandi Laghi;
- Pytilia melba citerior Strickland, 1853, diffusa nel Sahel dal Senegal al Sudan;
- Pytilia melba grotei Reichenow, 1919, diffusa in Tanzania centro-occidentale, Mozambico settentrionale e Malawi;
- Pytilia melba hygrophila Irwin & Benson, 1967, diffusa in Zambia nord-orientale e Malawi settentrionale;
- Pytilia melba jessei Shelley, 1903, diffusa dal Sudan nord-orientale alla Somalia occidentale;
- Pytilia melba percivali van Someren, 1919, diffusa in Kenya e Tanzania;
- Pytilia melba soudanensis (Sharpe, 1890), diffusa in Sudan sud-orientale, nel Corno d'Africa, in Kenya settentrionale ed in Uganda;

Le varie sottospecie differiscono fra loro per la colorazione (ad esempio l'estensione della mascherina facciale o le zebrature ventrali), le dimensioni, le vocalizzazioni ed alcuni altri comportamenti, al punto che in alcune zone dove gli areali di più sottospecie si sovrappongono, esse difficilmente si incrociano fra loro.